# كريستيان ميكلسن
بيتر كريستيان هشلب كشاو ميكلسين (بالنرويجية Peter Christian Hersleb Kjerschow Michelsen) (‏ 15 مارس 1857 - 29 يونيو 1925) سياسي وتاجر نرويجي، شغل منصب رئيس وزراء النرويج خلال الفترة ما بين 1905 و1907 ليكون بذلك أول رئيس وزراء للنرويج بعد انفصالها عن مملكة السويد، حيث لعب ميكلسن الذي كان أيضاً أحد أقطاب مجال الشحن، دوراً رئيسياً في الانفصال السلمي للنرويج عن السويد بتاريخ 7 يونيو عام 1905.

## حياته
ولد كريستيان ميسكلسين في 15 مارس من سنة 1857 في مدينة برغن الواقعة جنوب النرويج، كان محامياً ومالكاً لشركة شحن نرويجية. كما كان ميكلسين عمدة لمدينة برغن مرتين: المرة الأولى كانت ما بين عامي 1892 إلى عام 1893 والمرة الثانية كانت من عام 1895 إلى عام 1898.
شغل ميكلسين منصب رئيس وزراء النرويج ما بين 11 مارس 1905 إلى 23 أكتوبر 1907. ولعب دوراً هاماً في حل الاتحاد الذي كان قائما آنذاك بين النرويج ومملكة السويد في سنة 1905. توفي كريستيان ميكلسين في 29 يونيو من سنة 1925.